# Les Amours des années cinquante
Les Amours des années cinquante est une série télévisée française, en 65 épisodes de 26 minutes, diffusée à partir du 24 septembre 1984 sur Antenne 2.

## Synopsis
Inspirée de romans populaires, cette série est une anthologie d'histoires d'amour dans les années 1950.

## Distribution
De nombreux acteurs ont figuré au casting de cette série, parmi lesquels :
- Camille de Casabianca : Chouchou
- Axelle Abbadie : Judith
- Evelyne Dassas : Olga
- Patrick Guillemin
- Fabienne Périneau
- Caroline Sihol : Geneviève Brincas
- Corinne Touzet : Agnès